# Hồ Tây
Hồ Tây (với các tên gọi khác trong lịch sử như Đầm Xác Cáo, Hồ Kim Ngưu, Lãng Bạc, Dâm Đàm, Đoài Hồ) là hồ tự nhiên lớn nhất thành phố Hà Nội, hiện thuộc địa phận quận Tây Hồ. Đây là một hồ móng ngựa và là vết tích của dòng chảy cũ của sông Hồng. Hồ có diện tích hơn 500 ha với chu vi là khoảng 14,8 km.

## Lịch sử
Sách Tây Hồ chí ghi rằng, Hồ Tây có từ thời Hùng Vương, bấy giờ nơi đây là một bến nằm giáp sông Hồng thuộc động Lâm Ấp, nên được gọi là bến Lâm Ấp thuộc thôn Long Đỗ. Ở vào thời Hai Bà Trưng bến này ăn thông với sông Hồng, bao bọc quanh hồ là rừng cây gồm nhiều loại thực vật chính như tre ngà, bàng, lim, lau sậy, gỗ tầm... Cùng một số loài thú quý hiếm sinh tồn. Ngoài ra, xung quanh bờ hồ còn có sự xuất hiện của các hang động vừa và nhỏ, bờ phía Tây có Già La Động (nay là Quán La thuộc phường Xuân La), bờ phía Đông có Nha Lâm Động (nay là phố Yên Ninh, Hòe Nhai), bờ phía Nam có Bình Sa Động (thời Lý đổi là Giáp Cơ Xá nay thuộc quận Hoàn Kiếm). Cư dân sinh sống ở đây rất thưa thớt, họ sống chủ yếu bằng nghề săn bắt thú rừng, tôm, cua, cá và trồng tỉa cây cối.
Về địa lý, Hồ Tây là hồ ngoại sinh, có dạng lòng chảo, ngành địa chất lịch sử đã chứng minh được Hồ Tây là một phần của Sông Hồng.
Sách Đại Việt sử ký toàn thư chép, năm 1044, tháng 9 Vua sai đặt cũi lớn ở Dâm Đàm (Hồ Tây) lấy con voi nhà của Chiêm Thành làm mồi nhử voi rừng vào trong ấy, vua thân đến bắt.
Hồ Tây từ lâu lắm đã là thắng cảnh. Thời Lý - Trần, các vua chúa lập quanh hồ nhiều cung điện làm nơi nghỉ mát, giải trí như cung Thúy Hoa và Từ Hoa thời Lý nay là khu vực điện Hàm Nguyên thời Trần nay là khu chùa Trấn Quốc. Tương truyền, chùa Kim Liên được dựng trên nền cung điện của Công chúa Từ Hoa là con Vua Lý Thần Tông. Để phát triển cơ sở tầm tang, công chúa Từ Hoa đã mang các cung nữ ra khu vực Hồ Tây khai hoang, lập ấp và dựng nghề trồng dâu nuôi tằm dệt lụa cho họ. Trại Nghi Tàm là một điền trang lớn quán xuyến việc này.
Hồ Tây vẫn được khai phá, cải tạo vào thời nhà Trần. Công chúa Túc Trinh con Vua Trần Thánh Tông (1258-1278) đã rời cung điện ra vùng Bắc Kinh thành Thăng Long rồi bỏ tiền phát chẩn, cấp giống vốn cho dân nghèo làm ăn sinh sống. 'Lúc đầu chỉ chiêu mộ được 10 nhân khẩu, thấy mảnh vườn bên sông vừa đẹp lại vừa tiện đi lại nên lập ấp nhỏ ở xứ Vườn, sau dân lập thành làng đặt tên là Cổ Nhuế viên.
Trong chuyến Bắc tuần đến thăm hồ Tây, vua Thiệu Trị nhận xét: “Người đời vẫn nói: Thăng Long nhiều cảnh đẹp mà Tây Hồ là nhất, tới nay xem ra chỉ là một làn đầm ao sánh với Tây Hồ [Trung Quốc] mà thôi." 
Chiêu nghi Vũ Thị Ngọc Xuyến (Vương phi của Chúa Trịnh Tạc) ở Thế kỷ XVII đã có công giúp dân khai khẩn ruộng hoang trông khu vực làng Xã Minh Cảo - Xuân Đỉnh (nay thuộc Quận Tây Hồ). Trước đây, sâm cầm hồ Tây được xem là đặc sản tiến vua, nhưng có giai thoại kể là nhờ công bà Huyện Thanh Quan thảo đơn giúp dân thưa việc xách nhiễu của quan trên và vua Tự Đức xét đơn đã tha lệnh cống cho vùng. Nhưng cùng với thời gian, Hồ Tây hẹp lại, dơ hơn và ít rong rêu, và vì sự săn bắn bừa bãi, từ khoảng năm 1994, chim sâm cầm đã không trở về Hồ Tây.

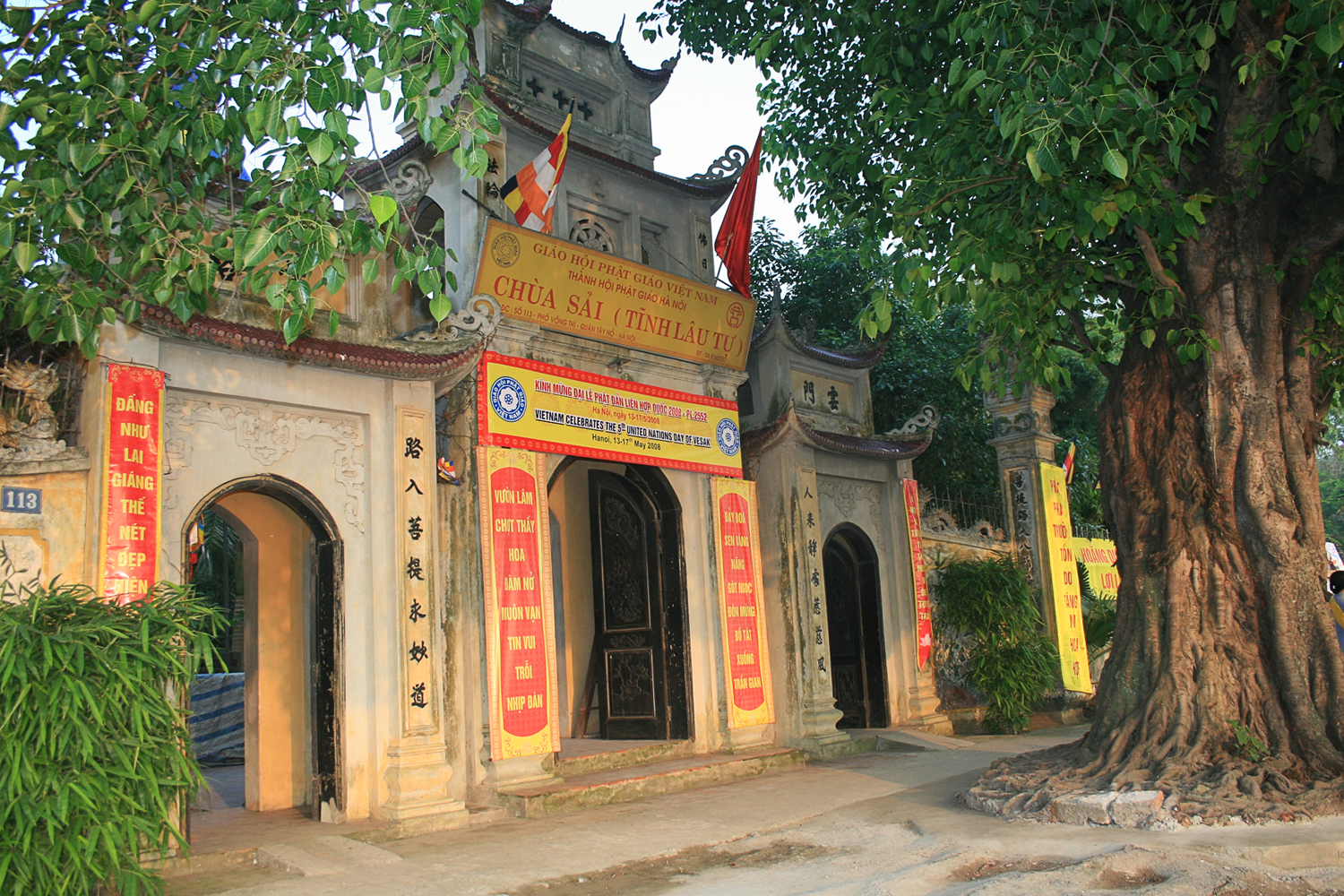
Chùa Sãi (Tĩnh Lâu Tự) ven hồ Tây

Hồ Trúc Bạch cũng chính là một phần của Hồ Tây, từ thế kỉ XVII khi dân hai làng Yên Hoa (nay là Yên Phụ) và Yên Quang (nay là phố Quán Thánh) đắp con đê ngăn góc đông nam Hồ Tây để nuôi bắt cá. Từ khi thành một hồ biệt lập, hồ đã đi vào thư tịch cổ. Sách "Tây Hồ chí" cho biết nguyên ở phía nam hồ có làng Trúc Yên, có nghề làm mành, do đó nhà nào cũng trồng trúc, trúc mọc như rừng. Đường Thanh Niên có từ năm 1957 - 1958, trước gọi là đường Cổ Ngư, hình thành từ một con đê hẹp được đắp ngăn một góc Hồ Tây. Theo ý kiến của Chủ tịch Hồ Chí Minh, sau khi đường được thanh niên học sinh Hà Nội lao động trong những ngày thứ bảy mở rộng như ngày nay.
Ven hồ Trúc Bạch có nhiều di tích lịch sử và công trình kiến trúc đặc sắc như đền Quán Thánh ở ngay góc tây nam hồ. Phía đông có chùa Châu Long, tương truyền xây từ thời Trần, là nơi tu hành của công chúa con vua Trần Nhân Tông. Có đền An Trì, nơi thờ Uy Đô, một anh hùng chống quân Nguyên.
Sách "Tây Hồ chí" cho biết thời chúa Trịnh Giang xây ở đây một cung điện gọi là Viện Trúc Lâm. Về sau, viện trở thành nơi giam cầm những cung nữ có lỗi, phải dệt lụa để mưu sinh. Lụa đẹp, bóng bẩy, nổi tiếng khắp kinh thành, gọi là lụa làng Trúc. Phía bắc hồ Trúc Bạch có một gò đất nhỏ, trên gò có đền thờ Cẩu Nhi gắn với chuyện Lý Công Uẩn dời đô.
Từ chốn rừng rậm, đầm lầy hoang hóa, qua công lao khai khẩn xây dựng của bao thế hệ, trong đó có sự đóng góp rất lớn của một số vương phi các triều đại, Hồ Tây đã trở thành một thắng cảnh văn hóa - du lịch nổi tiếng của Kinh đô Thăng Long - Hà Nội. Nếu Hồ Tây được ví như nhụy hoa thì Thập tam trại (13 làng trại) là những cánh hoa đẹp tỏa hương sắc thơm lành.

## Tên gọi
Phụ thuộc vào ý nghĩa văn hóa từng thời đại, cũng như ý chí chủ quan của con người, trải qua các thời kỳ lịch sử, Hồ Tây có những tên gọi khác nhau, mỗi tên gọi ấy đều gắn với từng sự tích, từng câu chuyện dân gian.
Đầm Xác Cáo có lẽ là tên gọi xưa nhất của hồ Tây, gắn với sự tích con hồ ly tinh chín đuôi. Lịch sử ra đời của hồ Tây được nhắc đến lần đầu tiên trong Lĩnh Nam chích quái do Vũ Quỳnh và Kiều Phú soạn vào khoảng năm 1492. Ở đây, tác giả đã kể về lai lịch hồ Tây trong truyện Hồ tinh. Theo đó ở phía tây thành Long Biên có hòn núi đá nhỏ, có con Hồ Tinh (yêu quái cáo, con quái sau Ngư Tinh, trước Mộc Tinh) chín đuôi sống hơn ngàn năm, có thể biến hóa vạn trạng, khi thành người khi thành quỷ ở khắp dân gian. Long Quân bèn ra lệnh cho sáu đạo quân của thủy phủ dâng nước lên công phá bắt cáo mà nuốt ăn. Nơi này trở thành một cái vũng sâu. Hồ Tây chính là hang con cáo chín đuôi phá hoại dân lành, bị Long Quân dâng nước lên công phá. Do đó, hồ có tên là đầm Xác Cáo. Để giữ kỷ niệm xưa, người ta đã đặt tên cho cánh đồng ở phía Tây đầm là Hồ Đỗng (hang cáo) và thôn xóm cạnh cánh đồng đó là Làng Cáo (Xuân Tảo), làng Hồ Thôn (nay là Hồ Khẩu) "Hồ" là "con cáo" đồng âm với "hồ" (hồ nước), hòa quyện với nhau trong những địa danh Hồ Khẩu, Cáo Đỉnh... Đối với dân thường, ý nghĩa huyền thoại và đời sống hiện thực thật khó lòng tách bạch. Ngày nay con đường bao quanh phía Tây Hồ Tây mang tên Lạc Long Quân, còn đường bao quanh phía Đông chạy dọc đê sông Hồng từ Nghi Tàm đến Nhật Tân là Âu Cơ thể hiện lòng cảm ơn đối với ân đức của nhà vua.
Nguyễn Huy Lượng trong Tụng Tây Hồ phú có câu:
Trước bạch hồ nào ở đó làm hang,
Long vương hổ nên vùng đại trạch
là để nói về sự tích này.
Ở một số tài liệu khác lại ghi chép rằng, người trừ con cáo chín đuôi ở Tây Hồ khi ấy là Huyền Thiên Chấn Vũ, vị thánh sau này được thờ tại đến Quán Thánh, ngay gần hồ Tây.
Hồ Kim Ngưu dựa theo truyền thuyết hồ Trâu Vàng. Truyện kể về một người khổng lồ hết sức to lớn, sức khỏe phi thường, muôn người không địch nổi, ông xuất gia làm thiền sư, đó chính là thiền sư Minh Không. Thiền sư Minh Không sang Tàu chữa bệnh cho con vua Tống. Khi công việc hoàn thành, vua muốn trả ơn. Nhà sư chỉ xin một ít đồng đen cho vào tay nải. Vua Tàu đồng ý cho thiền sư tự ý vào kho lấy đồng. Thiền sư đã lấy tất cả đồng đen trong kho bỏ vào tay nải và thả nón tu lờ làm thuyền, bơi về nước Nam. Về đến Thăng Long, ông dùng số đồng đó đúc thành bốn thứ bảo khí nhà Phật: Tượng Phật cao 6 trượng, chóp đỉnh tháp Báo Thiên chín tầng, đỉnh đồng có đường kính 10 sải tay và một quả chuông đồng cực lớn. Chuông đúc xong, đức vua sai ông đánh một hồi chuông dài để báo hiệu cho dân chúng biết tin vui nước nhà đang thái bình thịnh trị! Tiếng chuông ngân đến tận kinh đô bên Tàu. Nghe tiếng chuông con trâu bằng vàng to lớn nằm trước kho đồng bên Tàu tự dưng bừng tỉnh "Đồng đen là mẹ của vàng" ngỡ là tiếng mẹ gọi nó liền vươn mình phóng thẳng xuống phương Nam tìm đến quả chuông khổng lồ, quần mãi xung quanh. Trâu vàng quần quanh mãi mà vẫn không thấy, khiến cho cả một vùng đất lớn quanh quả chuông sụt xuống thành một vùng hố sâu. Quả chuông sau một hồi cũng đổ sụp xuống hố sâu. Trâu vàng cũng theo đó nhảy xuống và nằm bên cạnh, chẳng bao lâu sau vùng đất bị trâu vàng dẫm sụt, nước tràn đầy trải rộng thành một hồ nước mênh mông. Từ đó, quả chuông cứ nằm mãi dưới lòng hồ không ai vớt lên nổi và trâu vàng vẫn cứ nằm mãi bên cạnh quả chuông dưới đáy nước sâu mà không quay về phương Bắc nữa. Do vậy người ta bèn đặt tên cho hồ là hồ Kim Ngưu. Thiền sư Minh Không về sau được thợ đúc đồng vùng Ngũ Xá (nay ở Đông Nam hồ Trúc Bạch) thờ làm tổ sư nghề đúc đồng. Đình Ngũ Xá thờ tổ sư Minh Không hiện nằm trên phố Nguyễn Khắc Hiếu, chùa Ngũ Xá nằm trên phố Ngũ Xá đều thuộc phường Trúc Bạch. Trong đình có tượng tổ sư bằng gỗ cao 1m70, trong chùa có pho tượng đồng A Di Đà cao 3m95, chu vi 11m60, nặng 10 tấn. Đây là pho tượng đồng lớn nhất Việt Nam hiện nay.
Trong dân gian còn truyền tụng câu:
Trâu vàng ẩn mãi giữa hồ,
Nước dù cạn vẫn mịt mù tăm hơi
Lãng Bạc, theo "Tây Hồ chí", thì sau khi dập tắt cuộc khởi nghĩa bi hùng của Hai Bà Trưng, Tướng quân Mã Viện - tướng thứ ba của nhà Hán - đã gọi hồ Tây là Lãng Bạc với ý nghĩa hồ đầy sóng vỗ. Một viên tướng là Bình Lạc hầu Hàn Vũ đã chết ở đây. Tên gọi này thể hiện ý nghĩa rõ nhất vào những ngày giông bão, mặt hồ rộng, sóng nước nổi lên ầm ầm, tạo ra một cảnh hồ hùng tráng và nên thơ.
Dâm Đàm, tên gọi này cũng không biết chính xác được gọi trong thời gian nào, nhưng theo Trần Quốc Vượng thì Dâm Đàm có tên thật từ thời Lý-Trần với huyền tích Lý Nhân Tông ngồi thuyền Mục Thận xem đánh cá, gặp sương mù, có thuyền tới gần, trên có hổ, Mục Thận quăng lưới bắt hổ, hóa ra đó là Thái sư Lê Văn Thịnh, và ông cho rằng Dâm Đàm nghĩa là hồ mù sương.
Theo sách Hồn sử Việt thì khi vua Lý Thái Tổ dời đô từ Hoa Lư về Thăng Long, hồ Kim Ngưu trở thành một địa điểm du ngoại được nhà vua và các quan ưa thích, nhiều lần trong các buổi du ngoại, nhà vua gặp sương mù bao phủ, cảnh tượng hồ trở nêm huyền ảo mộng mơ, vì vậy hồ đã được đổi tên là Dâm Đàm .
Tây Hồ, năm 1573 tránh tên húy của Vua Lê Thế Tông là Duy Đàm, người ta đổi là Tây Hồ. Cái tên Tây Hồ có từ đó, ngoài lý do trên, có lẽ việc đặt tên này nhằm sánh với phương Bắc, vì ở Trung Quốc cũng có Tây Hồ nổi tiếng ở Hàng Châu. Việc đặt tên các địa danh, sông hồ của Việt Nam theo Trung Quốc là điều thường gặp.
Đoài Hồ, do Trịnh Tạc (1657-1682) được phong tước Tây Vương, nên các địa danh nào có chữ Tây đều bị ông ra lệnh đổi thành Đoài (quẻ Đoài thuộc phương Tây - ý nghĩa như nhau, âm và chữ khác nhau) như Sơn Tây gọi thành Xứ Đoài, bởi vậy nên Tây Hồ được gọi là Đoài Hồ,. Nhưng cái tên Đoài Hồ không được dùng lâu, sau đó còn đổi thành Diêm Hồ, Liêm Đàm. Nhưng người ta vẫn quen gọi là Hồ Tây hơn.

## Di tích lịch sử văn hóa

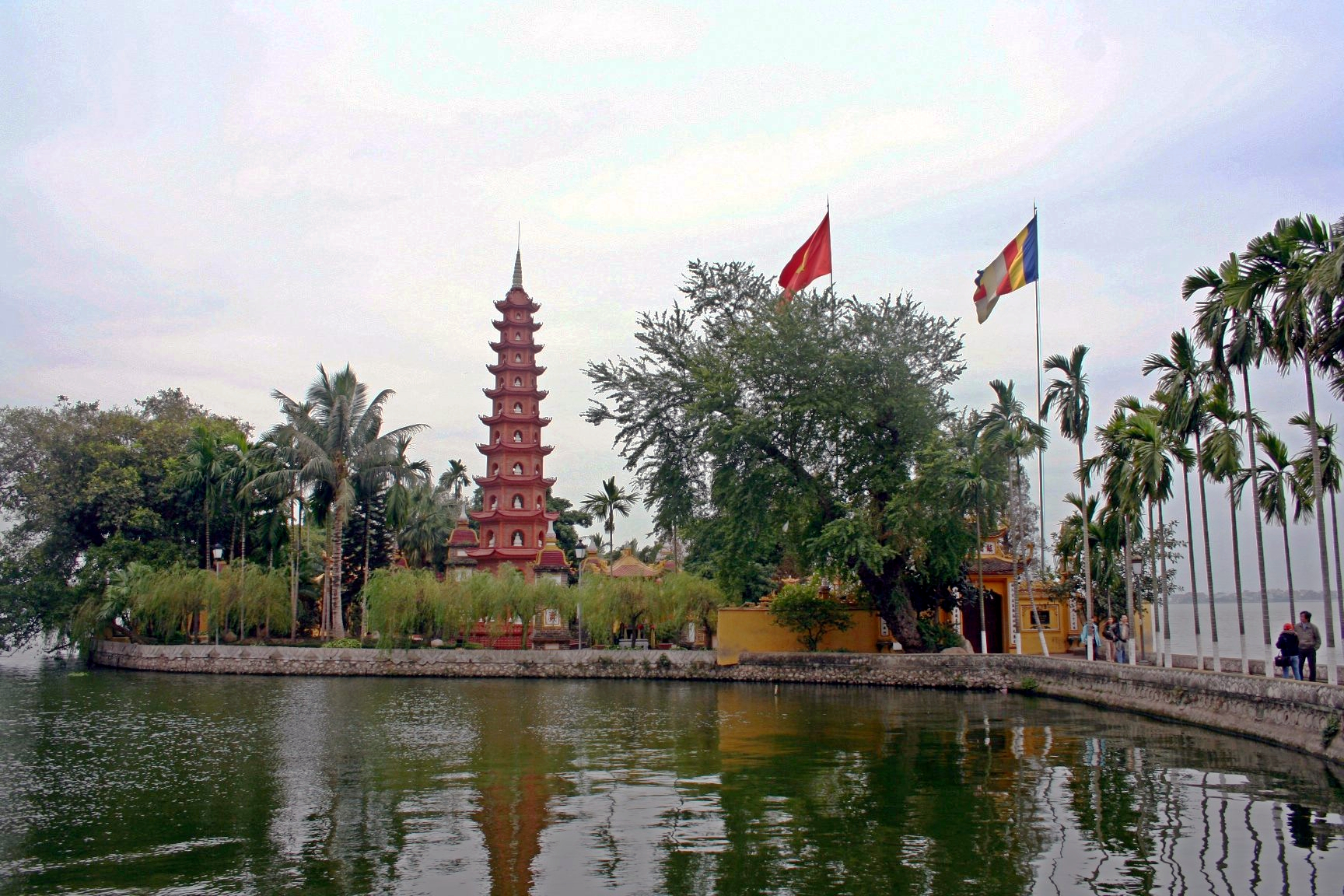
Chùa Trấn Quốc có lịch sử 1500 năm toạ lạc trên một hòn đảo của Hồ Tây

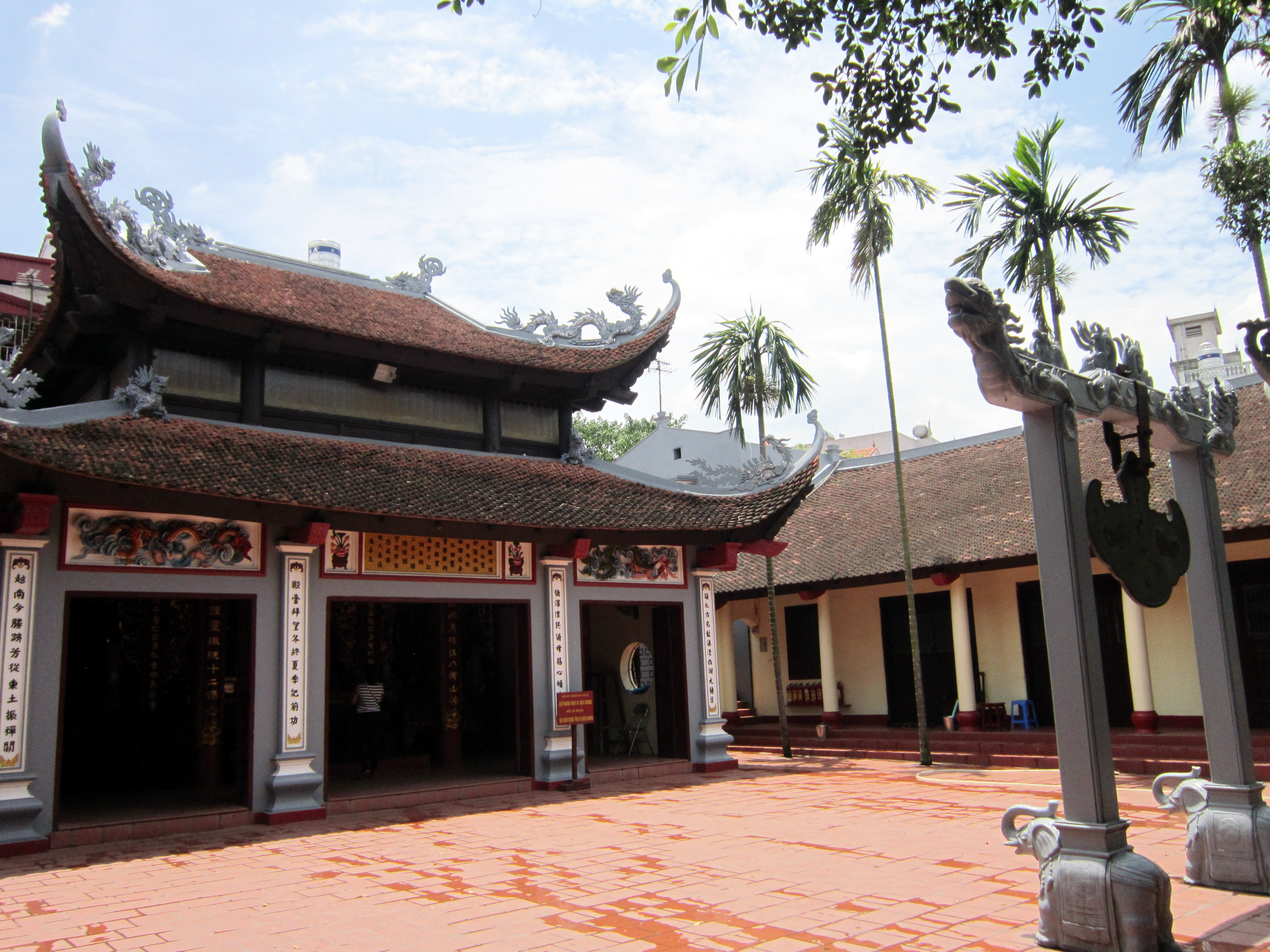
Phủ Tây Hồ ngày nay

Hồ Tây từ xa xưa đã là thắng cảnh nổi tiếng. Từ thời Lý-Trần, các vua chúa đã lập quanh hồ nhiều cung điện làm nơi nghỉ mát, giải trí như cung Thuý Hoa đời nhà Lý, tức điện Hàm Nguyên đời nhà Trần nay là khu chùa Trấn Quốc; cung Từ Hoa đời nhà Lý nay là khu chùa Kim Liên; điện Thuỵ Chương đời nhà Lê nay là khu Trường Chu Văn An.
Xung quanh hồ cũng có nhiều di tích văn hoá, lịch sử như:
- Làng Nghi Tàm, quê hương nhà thơ Bà huyện Thanh Quan với chùa Kim Liên có kiến trúc độc đáo;
- Làng Nhật Tân với chùa Tào Sách và nghề trồng hoa đào nổi tiếng;
- Làng Tứ Tổng với chùa Vạn Phúc và nghề trồng dâu nuôi tằm, sau này chuyển sang trồng quất cảnh. Quất cảnh Tứ Liên (tên mới của Tứ Tổng) đẹp nhất trong tất cả các vùng trồng quất cảnh ngày nay;
- Làng Xuân La với chùa Thiên Niên (Thiên Niên cổ tự) thờ bà tổ nghề dệt lĩnh Phạm Thị Ngọc Đô thứ phi của vua Lê Thánh Tông;
- Làng Kẻ Bưởi (An Thái) với nghề làm giấy (giấy dó) cổ truyền, với đền Đồng Cổ (hiện nằm trên đường Thụy Khuê) nơi bách quan hội thề đời nhà Lý;
- Làng Thuỵ Khuê với chùa bà Đanh, đền Quán Thánh, chùa Trấn Quốc.;
- Phủ Tây Hồ (thờ Liễu Hạnh Công chúa) nổi tiếng là một di tích và là một thắng cảnh.
- Đường Thanh Niên: Trước gọi là đường Cổ Ngư, hình thành từ một con đê hẹp đắp ngăn một góc Hồ Tây. Năm 1957 - 1958 theo ý kiến của Chủ tịch Hồ Chí Minh, con đường được thanh niên học sinh Hà Nội lao động trong những ngày thứ bảy cộng sản mở rộng như ngày nay, sau đó con đường được đổi tên thành Đường Thanh Niên. Vào những ngày đẹp trời, rất đông người dân Hà Nội đi dạo quanh hồ hoặc chèo thuyền thưởng ngoạn cảnh đẹp;

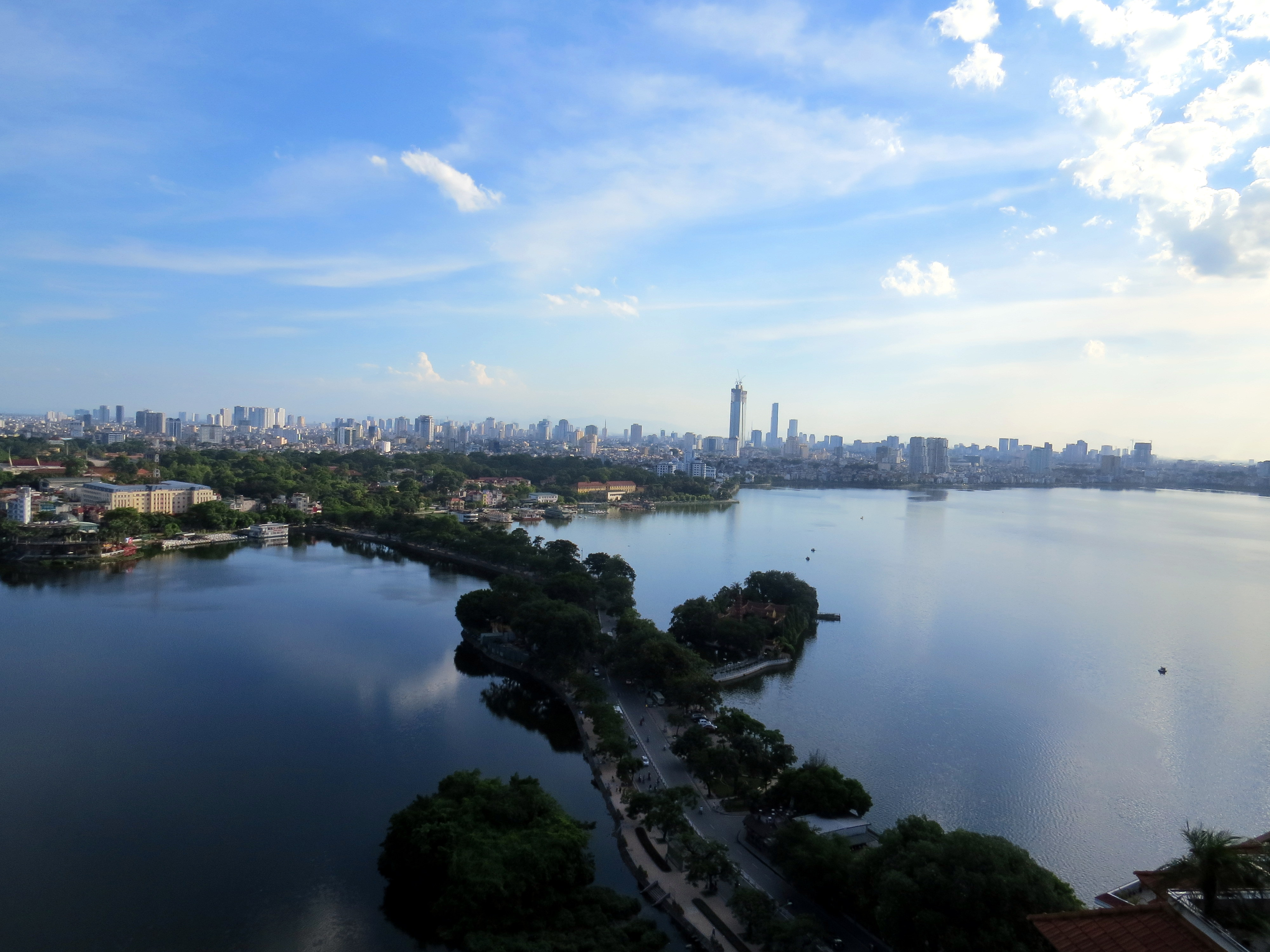
Hồ Tây và hồ Trúc Bạch

- Trường Chu Văn An.

## Đô thị hóa

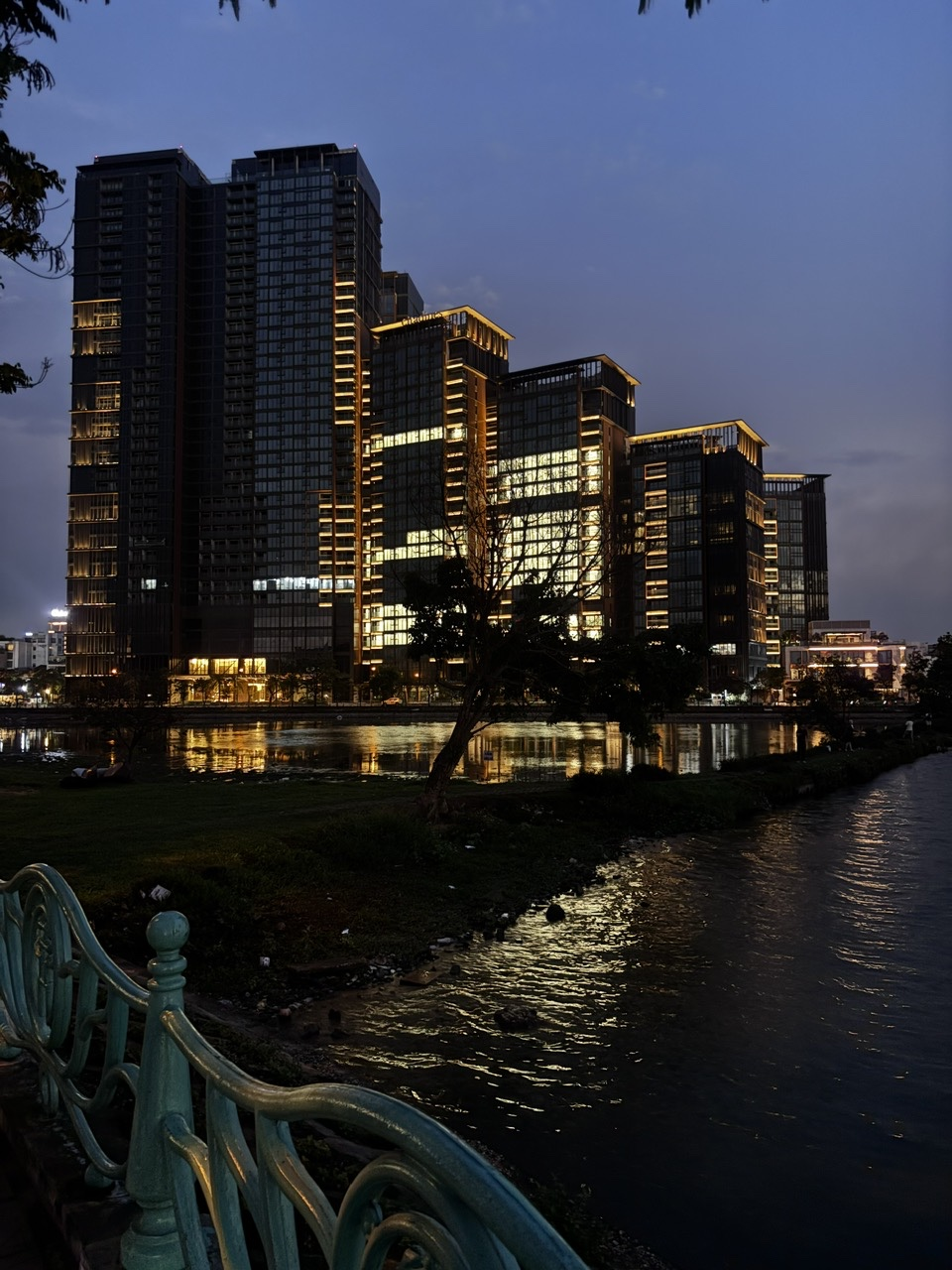
Tổ hợp Sun Grand City Quảng An Residence về chiều

Với dân cư Hà Nội ngày càng đông, khu vực Hồ Tây gồm các phường Bưởi, Thụy Khuê, Yên Phụ, Tứ Liên, Nhật Tân, Quảng An, Xuân La và Phú Thượng dần mất nét ven đô mà thay đổi theo chiều hướng mật độ cao, phố xá dày đặc. Nhà chức trách đã ra kế hoạch giảm mức tăng trưởng và chỉnh trang khu vực quanh hồ, hạn chế các công trình gia cư chiều cao tối đa là 12 mét hầu giữ khoảng không gian cây xanh.

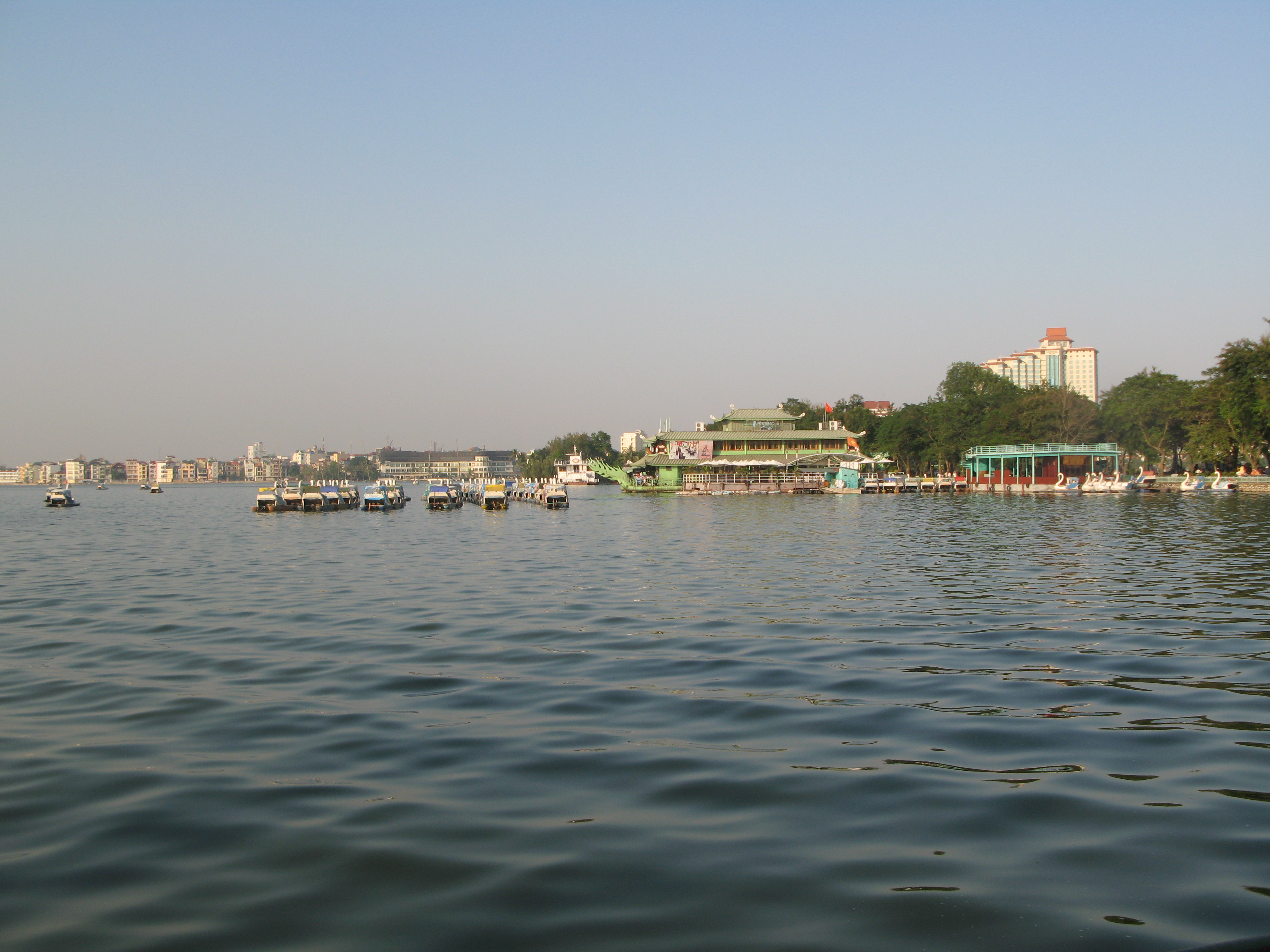
Một góc hồ trở thành nơi kinh doanh giải trí

## Môi trường

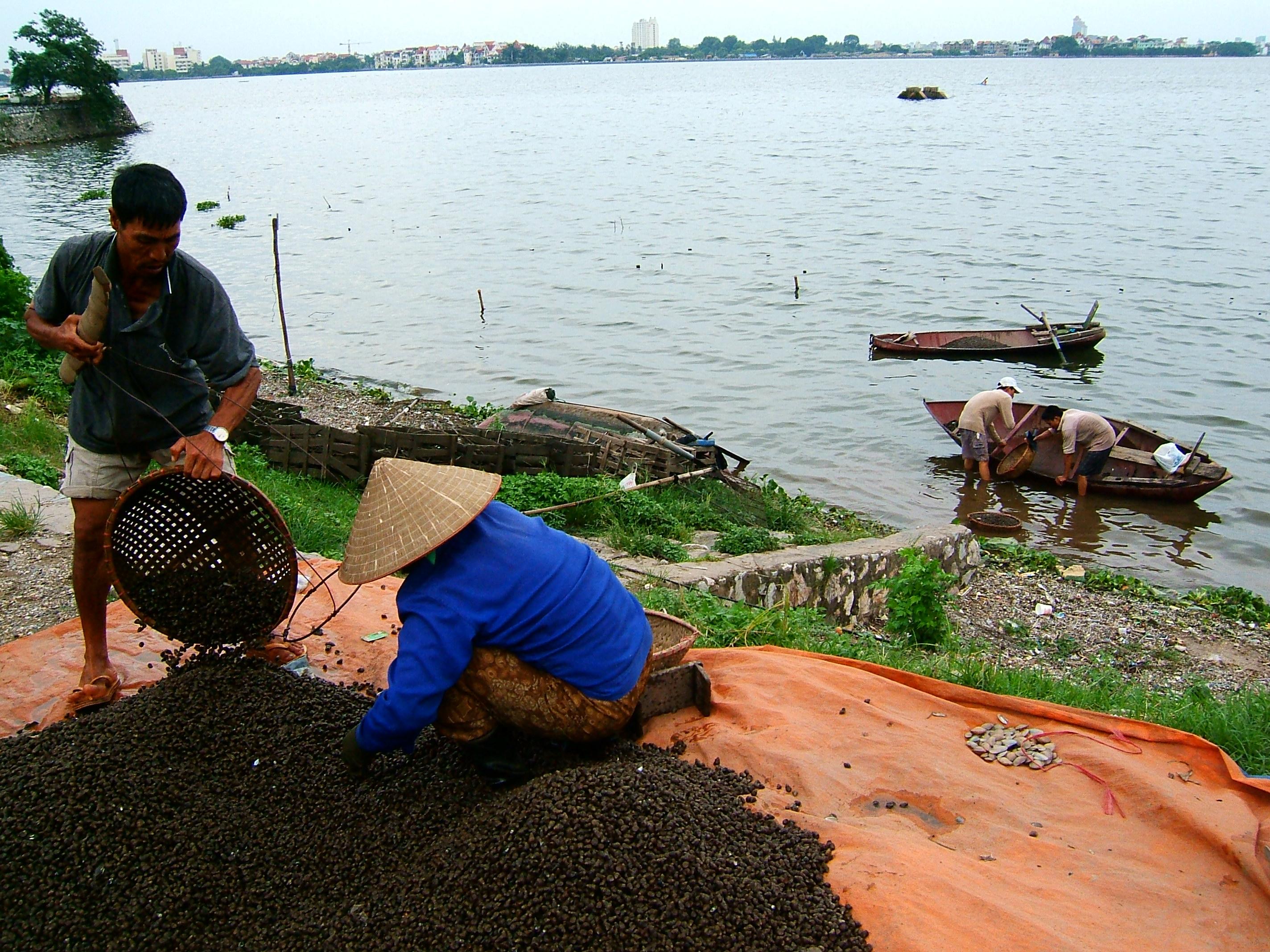
Khai thác ốc ở Hồ Tây

22h ngày 1 tháng 10 năm 2016, cá Hồ Tây bắt đầu chết hàng loạt. Theo báo cáo của chủ tịch UBND TP Hà Nội với Chính phủ sáng 4 tháng 10, số cá chết ở hồ Tây được thu gom, xử lý lên tới 200 tấn. Ông Đỗ Anh Tuấn, chủ tịch UBND quận Tây Hồ cho biết: "Số lượng cá chết lần này rất nhiều, cá chết trên diện rộng cả ở tầng nước mặt và tầng nước lửng có độ sâu khoảng 2m nước". Giống cá chết nhiều nhất là cá mè, rô phi và cá dầu. Cá chết nổi trắng Hồ Tây sang 3-10 chủ yếu là các loại cá to cỡ 3–4 kg, thậm chí cá chép, cá trắm cỡ 5–6 kg cũng đã chết nổi trắng mặt hồ. Theo UBND thành phố Hà Nội, kết quả kiểm tra nhanh (test nhanh) mẫu nước cho thấy toàn bộ nước mặt của Hồ Tây không có oxy.
Theo ông Đỗ Hùng Vương, Phó trưởng ban quản lý hồ Tây, có nhiều nguyên nhân khiến hồ Tây ô nhiễm như: chưa có trạm xử lý nước thải tập trung; khoảng 30 cống vẫn hàng ngày xả thải trực tiếp xuống hồ và đã nhiều năm hồ chưa được nạo vét.

### Nhận xét
- TS Bùi Quang Tề (chuyên gia về bệnh thủy sản, nguyên trưởng phòng sinh học thực nghiệm Viện Nghiên cứu nuôi trồng thủy sản I) cho là chính các chất độc, các chất thải hữu cơ đổ vào hồ Tây quá mức cho phép đã khiến các chất thải hữu cơ có nhiều trong hồ hút oxy để phân hủy, dẫn tới việc cá chết.[26]

## Hồ Tây trong thi văn

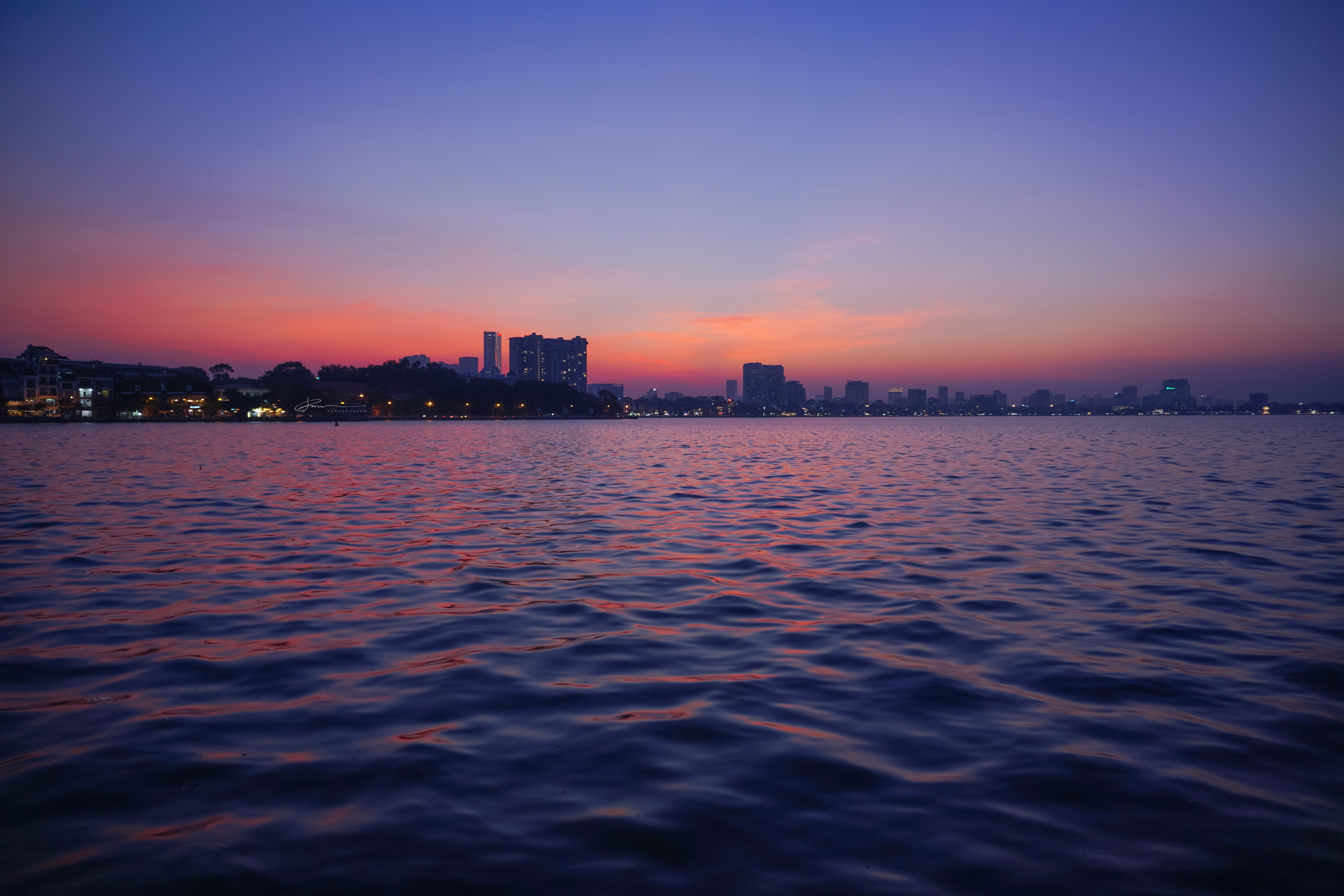
Hoàng hôn hồ Tây

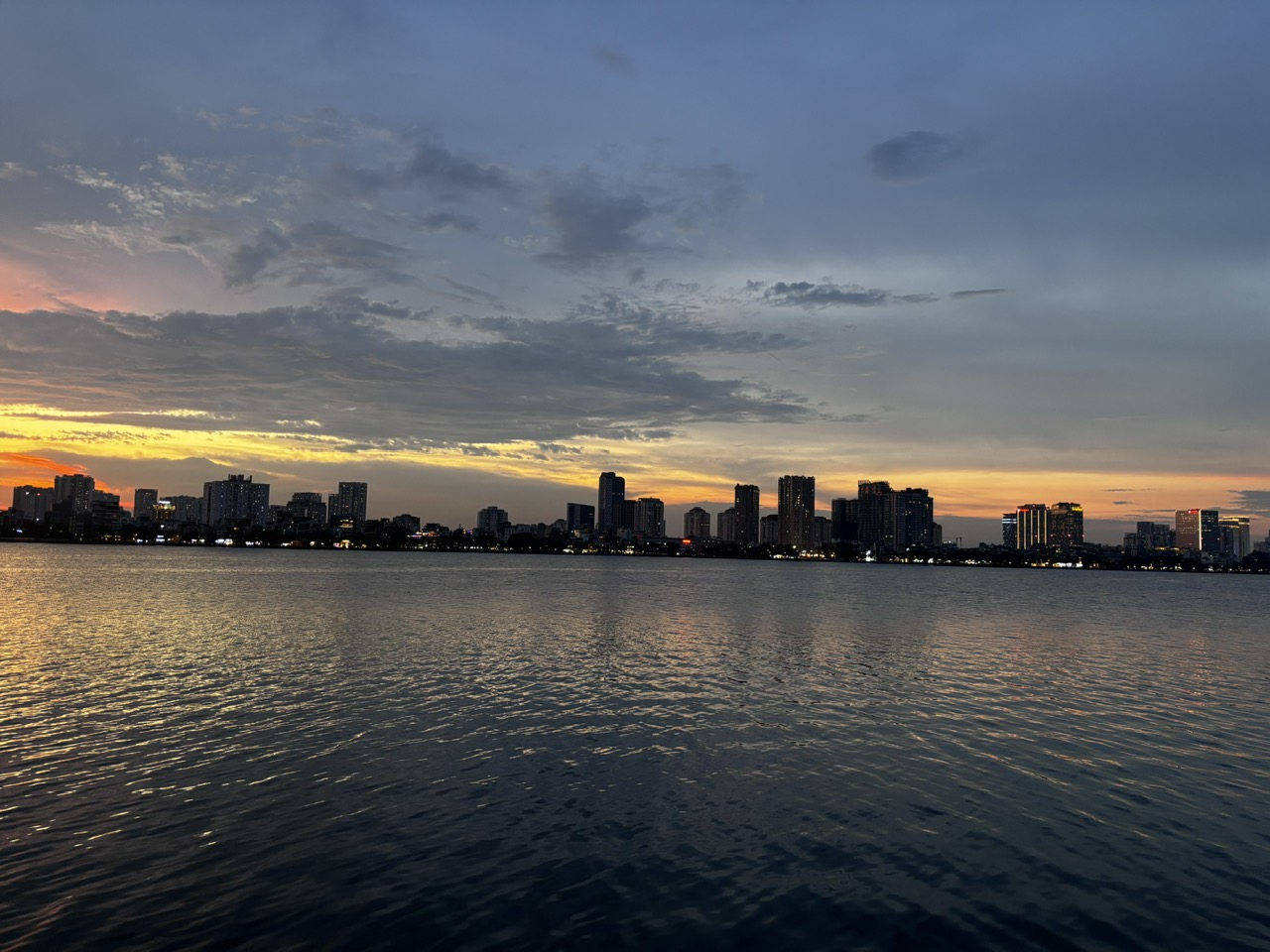
Một buổi chiều tà trên Hồ Tây

Bài thơ Phong cảnh Tây Hồ của Nguyễn Huy Lượng có thể đọc xuôi hoặc ngược mà vẫn không thất luật:
Đầy vơi thực lạ cảnh Tây Hồ
Trước tự Trời kia khéo vẻ đồ
Mây lẫn nước xanh màu đúc ngọc
Nguyệt lồng hoa thắm vẻ in châu
Cây là tán rợp tầng cao thấp
Sóng gợn cầm tâu nhịp nhỏ to
Bầy sẵn thú vui non nước đủ
Tây Hồ giá ấy dễ đâu so!
Đọc ngược:
So đâu dễ ấy giá Hồ Tây!
Đủ nước non vui thú sẵn bầy
To nhỏ nhịp tâu cầm gợn sóng
Thấp cao tầng rợp tán là cây
Châu in vẻ thắm hoa lồng nguyệt
Ngọc đúc màu xanh nước lẫn mây
Đồ vẻ khéo kia Trời tự trước
Hồ Tây cảnh lạ thực vơi đầy

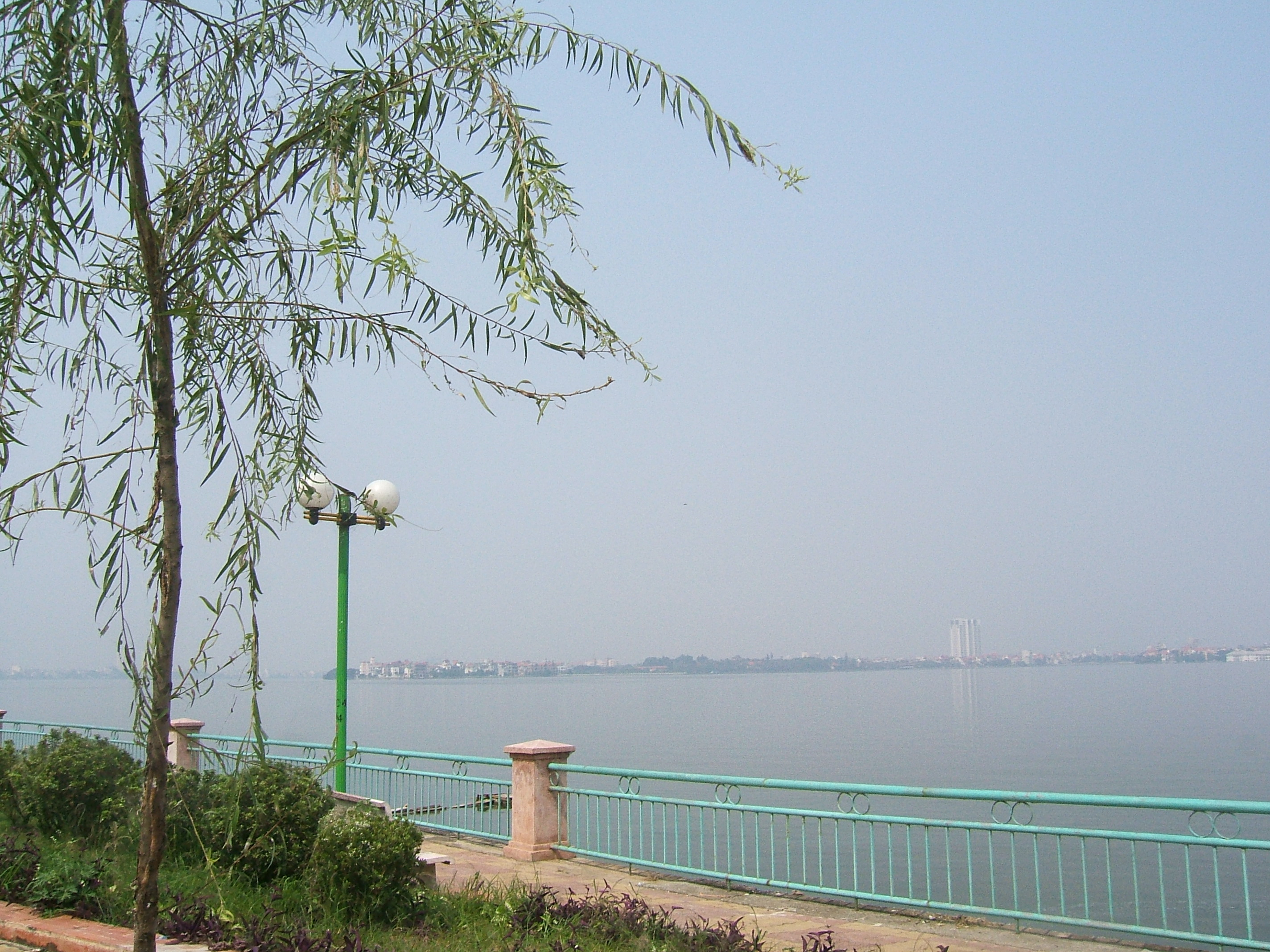
Bờ hồ phía Tây, bên cạnh là con đường mới mở chạy xung quanh hồ

Nguyễn Huy Lượng còn làm bài Tụng Tây Hồ phú rất nổi tiếng, có một số câu như sau:
...
Trộm nhớ thuở đất chia chín cõi
Nghe rằng đây đá mọc một gò
Trước Bạch Hồ vào ở đó làm hang,
long vương trở nên vùng đại trạch
Sau Kim Ngưu do vào đây hóa vực,
Cao vương đào chặn mạch hoàng đô
Tiếng nghe gọi Dâm Đàm, Lãng Bạc
Cảnh ngó in tinh chử, băng hồ
Sắc dờn dờn nhuộm thức lam xanh,
Ngỡ động bích nổi lên dòng lẻo lẻo
Hình lượn lượn uốn vòng câu bạc,
Tưởng vầng ngân rơi xuống mảnh nhò nhò
...
Chày Yên Thái nện trong sương chểnh choảng
Lưới Nghi Tàm ngăn ngọn nước quanh co
Liễu bờ kia bay tơ biếc phất phơ,
Thoi oanh ghẹo hai phường dệt gấm
Sen vũng nọ nảy tiền xanh lác đác,
Lửa đóm ghen năm xã gây lò
Cầm ve gảy lầu thư ánh ỏi
Mõ cuốc khua án kệ rì rù
...
Gió hiu hiu dòng Nhị Thủy đưa lên,
Lồng hơi mát tới chùm hoa khóm trúc
Trăng vằng vặc mái Tam Sơn rọi xuống,
Đớp bóng trong từng lũ cá đàn cò
...
Bãi cỏ non trâu thả ngựa buông, nội Chu đã lắm người ca ngợi
Làn nước phẳng kình chìm ngạc lặn, ao Hán nào mấy trẻ reo hò
Mặt đất đùn này thóc này rau, rầu lòng Cô Trúc
Mặt nước chảy nọ dòng nọ bến, mặc chí Sào Do
Cây quán kia còn đứng dậy thần uy, đoàn mán tới dám khoe lời tây hữu
Sen chùa nọ lại bay về phật cảnh, lũ Ngô về từng niệm chữ nam mô
...

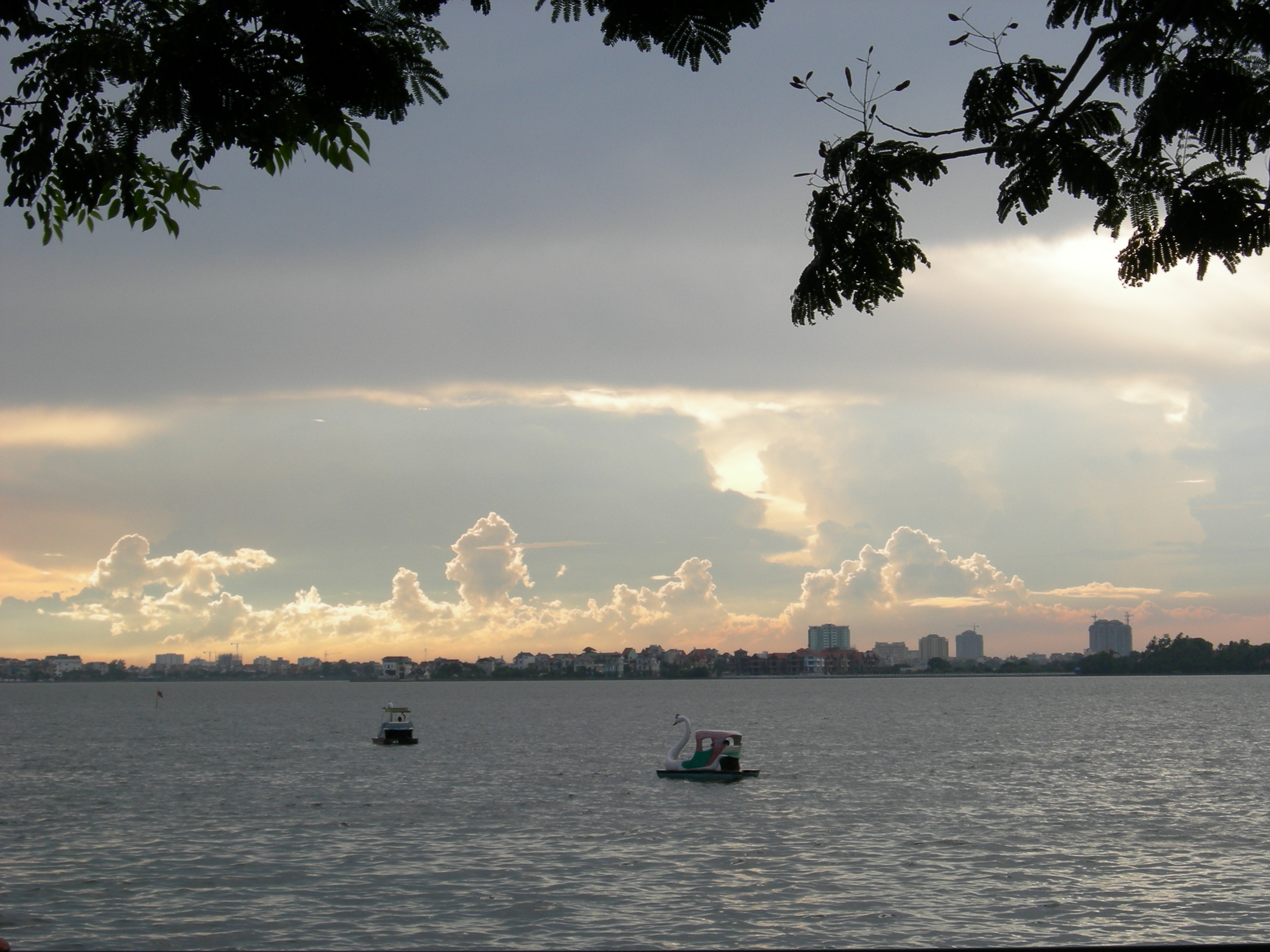
Buổi chiều trên Hồ Tây

Nữ sĩ Hồ Xuân Hương cũng có bài Chơi Hồ Tây nhớ bạn như sau:
Phong cảnh Hồ Tây chẳng khác xưa
Người đồng châu trước biết bao giờ
Nhật Tân đê lở nhưng còn lối
Trấn Bắc rêu phong vẫn ngấn thờ
Nọ vực Trâu Vàng trăng lại bóng
Kìa gò Phượng Đất khói tuôn mờ
Hồ kia thăm thẳm sâu dường mấy
So dạ hoài nhân chửa dễ vừa

### Ca dao

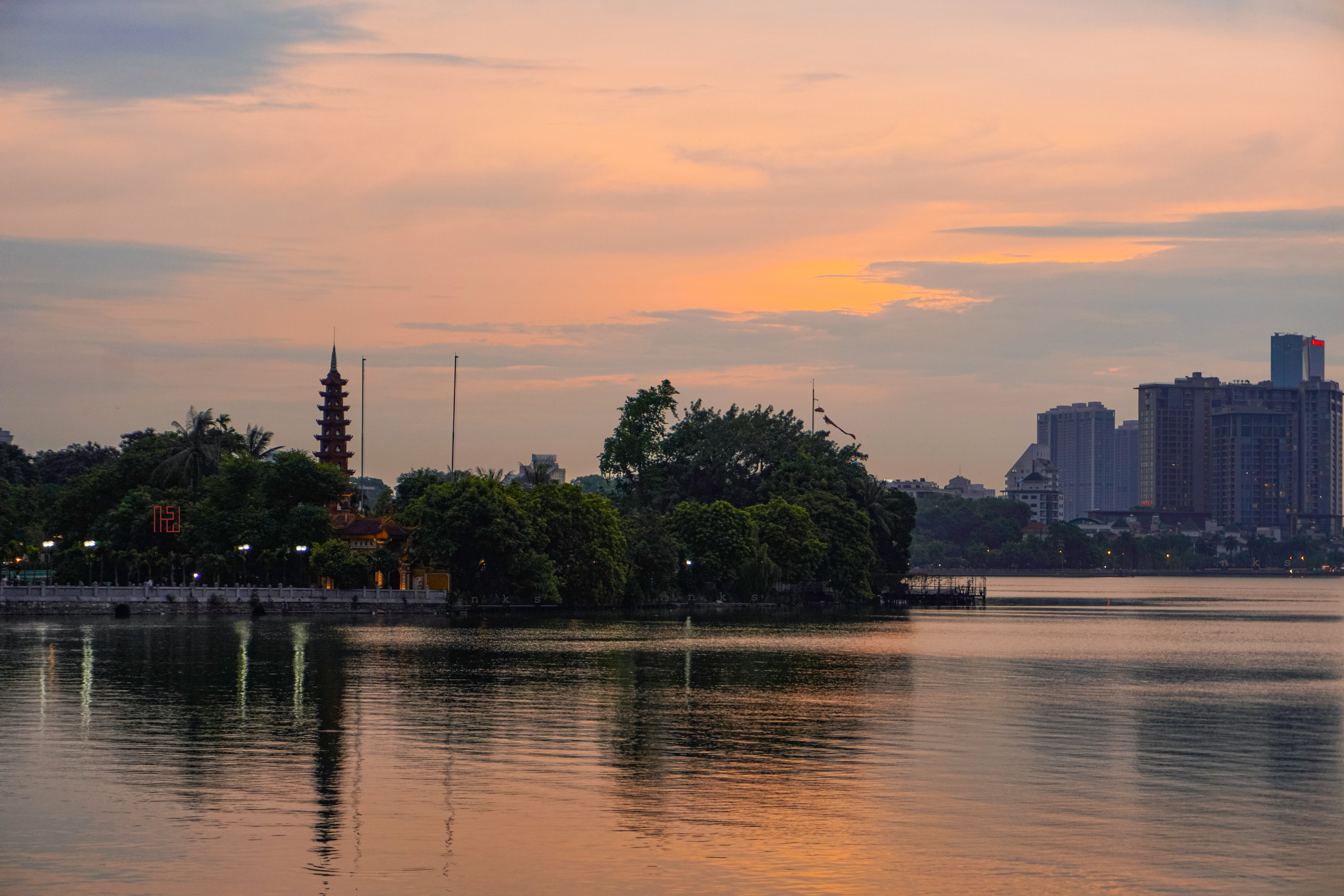
Chùa Trấn Quốc soi bóng xuống mặt hồ

Gió đưa cành trúc la đà
Tiếng chuông Trấn Vũ, canh gà Thọ Xương
Mịt mù khói tỏa ngàn sương
Nhịp chày Yên Thái, mặt gương Tây Hồ.

### Câu đối
Trên cổng làng Yên Thái phía đường Thụy Khuê còn một đôi câu đối:
Mỹ tục thuần phong, vĩnh chiếu Tây hồ minh kính
Thiện ngôn hảo sự, trường lưu mạt lị danh hương
(Tạm dịch: Thuần phong mỹ tục mãi mãi chiếu trên mặt nước hồ Tây, Lời hay việc tốt lưu truyền dài lâu như hương thơm của hoa nhài).

## Sách tham khảo
- Đại Việt sử ký toàn thư
- Hồn sử Việt
- Lĩnh Nam chích quái
- Truyền thuyết Hùng Vương
- Sổ tay văn hoá Việt Nam, Đặng Đức Siêu, Nhà Xuất bản Lao động 2006
- Tây Hồ chí - khảo cứu của một người yêu Hồ Tây Lưu trữ ngày 11 tháng 5 năm 2010 tại Wayback Machine